# Patrón triádico

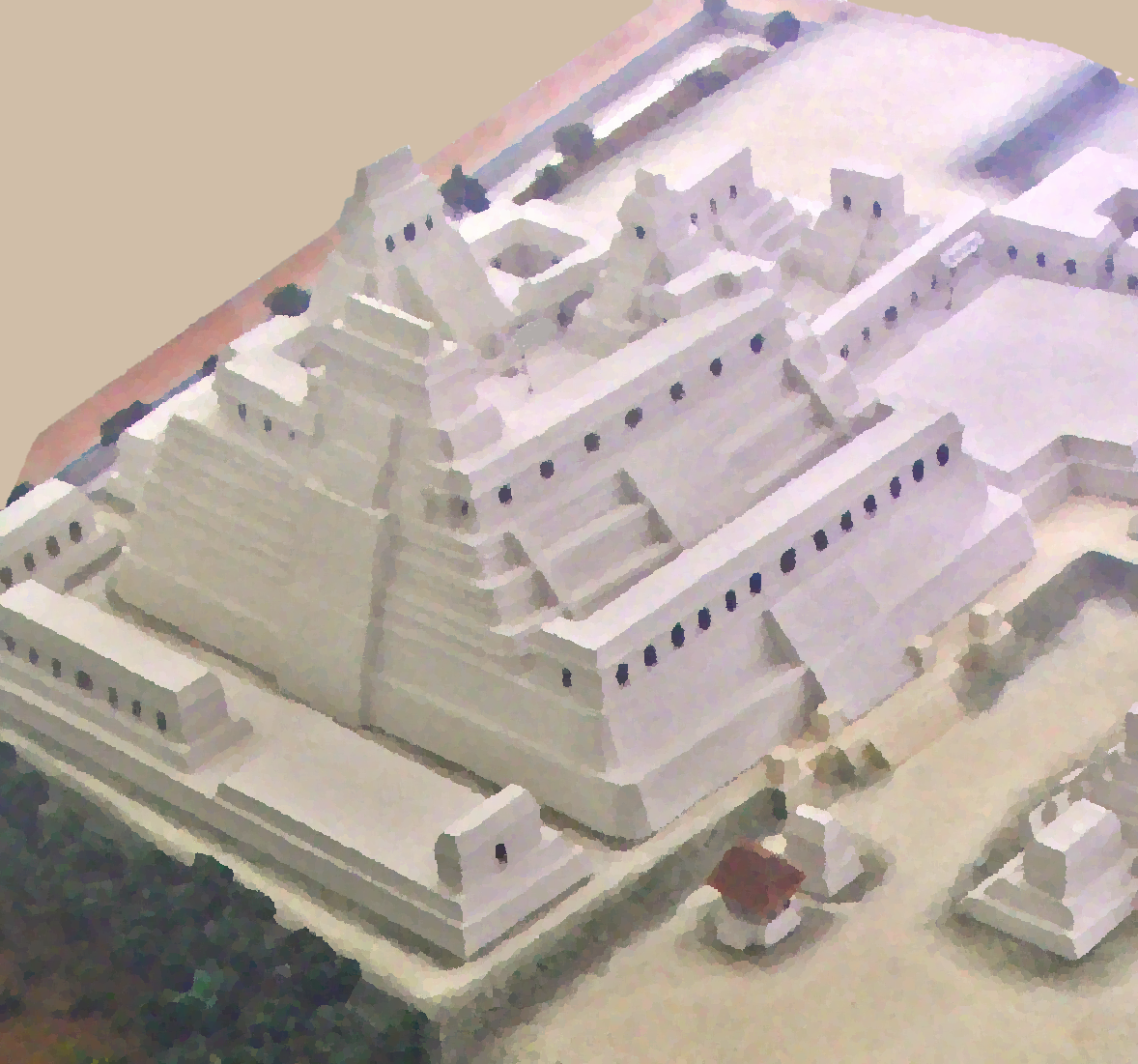
Patrón triádico en una pirámide de Caracol, Belice.

El Patrón triádico es la conformación básica de un conjunto de edificaciones de tipo acrópolis utilizado por la Cultura Maya en el período Preclásico Temprano. Contiene un edificio central que dicta la orientación de la plaza, al lado del cual existen dos edificios más pequeños, no necesariamente simétricos entre sí pero dispuestos uno frente al otro. Los edificios comparten el mismo patio y están construidos sobre un único y masivo basamento, el cual, a su vez, está elevado sobre el nivel de plaza y aislado de otras construcciones. Generalmente se encuentra en acrópolis que tenían acceso restringido, ya que estaban asociadas a un linaje gobernante o religioso.

## Descripción
El primer arreglo tripartito de este tipo en ser identificado fue el Grupo A-V de Uaxactún, cuya excavación y reconstrucción hipotética de sus estadios constructivos estuvo a cargo de Tatiana Proskouriakoff en 1946. Posteriormente se describió este patrón para los sitios de El Mirador y Nakbé.
Existen ciento once conjuntos de patrón triádico distribuidos en cincuenta y nueve sitios de las Tierras Bajas mayas, los cuales muestran una gran diversidad tipológica; por ejemplo, varias construcciones preclásicas no tienen superestructuras de mampostería: la Acrópolis La Danta de El Mirador, la Acrópolis Interior de Nakum, el Grupo 1 de Cival y la Acrópolis Norte de Yaxhá, por lo que la cima del edificio queda como un espacio abierto, lo cual probablemente se deba a su asociación a cultos relacionados predominantemente con la naturaleza, revelando una relación más directa con la misma. Otras variantes utilizan espacios cerrados generalmente reducidos, denotando un uso más privado, quizá señalando un cambio en el patrón de los eventos realizados allí, como en la Acrópolis del Norte de Tikal del Clásico Temprano, el Grupo 2 de Ixtontón y la Plaza C de Sacul del Clásico Tardío.
La arqueóloga guatemalteca Laura Velásquez Fergusson, de la Universidad de San Carlos de Guatemala, indica que «en la plaza triádica se encuentran otras construcciones que corresponden a una jerarquía menor y suelen ser posteriores a la construcción original del conjunto. Puede haber de una a tres estructuras que refuerzan el carácter restringido de éstas, ya que se encuentran alineadas en un mismo eje delimitando el acceso al patio, a modo de enlazarse con la parte superior de la escalinata del basamento. Pueden estar orientadas en la misma dirección que la estructura principal del triádico o disponer de una fachada principal asociada al interior del patio.»
La orientación de la plaza triádica está regida por el edificio central, cuya orientación, a su vez, podría obedecer a una perspectiva cosmogónica. La orientación más común es cuando el edificio observa hacia el oeste, mientras que la orientación al este es muy inusual, y solamente existen dos: la Pirámide «El Tigre» de El Mirador y el Grupo Triádico de El Palmar.
La complejidad de los conjuntos de tipo acrópolis de patrón triádico es mayor a lo que se había pensado y, si bien es cierto este patrón arquitectónico está presente en las Tierras Bajas mayas, también se muestra un foco de concentración principalmente hacia el sector noreste, donde se encuentran ciudades con una ocupación prolongada pero que al parecer no afectó sobremanera las etapas más tempranas puesto que, como en el caso de El Mirador, éstas aún son visibles en superficie.
La huella más distante de este concepto arquitectónico parece encontrarse en Zaculeu, localizado justo en la frontera sur de esa región.  En Zaculeu se define claramente el conjunto además de su innegable asociación a un patio para el juego de pelota de tamaño considerable, mientras que al suroeste se desplanta una plaza que semeja la configuración de un conjunto de tipo Grupo E. 

## Características
La mayoría de los conjuntos en que se encuentra el patrón triádico datan del Preclásico Tardío o fueron construidos durante el Clásico, y se caracterizan por lo siguiente:
- Escala: mientras que las construcciones del Preclásico se caracterizan por ser a gran escala e incluso en algunas ciudades proliferaron de forma desmedida, las construcciones del Clásico no alcanzan la suntuosidad de las preclásicas, aun cuando siguen siendo elementos predominantes en el paisaje urbano.[8]
- Impacto en la estructura social: la dinámica sociopolítica e ideológica queda evidenciada en los cambios del patrón triádico que se observa entre los dos períodos: el debilitamiento y reordenamiento de la estructura social derivaba en la dificultad del mantenimiento de las construcciones asociadas.[1][3][11] De hecho, la modificación de este patrón está directamente asociada con los dos grandes “colapsos” en la historia de las Tierras Bajas mayas centrales, que a su vez corresponden a la transición del Preclásico al Clásico y del Clásico al Posclásico.[8]
- Contenido simbólico: las estructuras triádicas eran probablemente el escenario para conmemorar y evocar los lazos tanto genealógicos como divinos y, principalmente, para legitimar la posición del linaje gobernante.  Este último las edificaba para conservar su poder en la estructura social, suscitando el principal trasfondo de la «arquitectura del poder»[1][3][11], resultando en una ciudad «cosmogónicamente codificada».[8]

## Finalidades
Velásquez Fergusson, basándose en el análisis de los conjuntos, planteó las siguientes finalidades de la «arquitectura del poder»:
- Reforzar los lazos sociales de los pobladores mediante la asociación de áreas comunales, permitiendo la participación de la plebe en actividades de interés público en plazas dominadas por la estructura triádica.
- Reforzar la estructura social construyendo espacios monumentales para uso exclusivo de los nobles y espacios conmemorativos situados en puntos estratégicos capaces de legitimar las decisiones de los gobernantes evocando tradiciones ancestrales y míticas.
- Maximizar la distinción entre una y otra clase social o política sobre la base de la utilización de símbolos plasmados en la arquitectura.
- Reafirmar la identidad étnica adoptando ciertos esquemas arquitectónicos y urbanísticos con un alto contenido simbólico.